# Championnat d'Irlande de football 1899-1900
Navigation
Édition précédente Édition suivante
Le dixième championnat d'Irlande de football se déroule en 1899-1900. Le championnat regroupe 6 clubs irlandais. Le club du Royal Scots Regiment  qui n’a pas terminé la saison se retire de la compétition. Il est remplacé par le Derry Celtic FC.
Belfast Celtic remporte pour la première fois le championnat après seulement trois ans de présence dans la compétition.

## Les 6 clubs participants
- Belfast Celtic
- Cliftonville FC
- Distillery FC
- Glentoran FC
- Linfield FC
- Royal Scots Regiment

## Classement
| Rang | Équipe               | Pts | J  | G | N | P | Bp | Bc | Diff |
| ---- | -------------------- | --- | -- | - | - | - | -- | -- | ---- |
| 1    | Belfast Celtic       | 13  | 9  | 6 | 1 | 2 | 19 | 11 | +8   |
| 2    | Linfield FC          | 12  | 9  | 4 | 4 | 1 | 21 | 10 | +11  |
| 3    | Distillery FC        | 12  | 10 | 4 | 4 | 2 | 17 | 13 | +4   |
| 4    | Cliftonville FC      | 10  | 10 | 3 | 4 | 3 | 19 | 22 | -3   |
| 5    | Royal Scots Regiment | 5   | 7  | 2 | 1 | 4 | 10 | 17 | -7   |
| 6    | Glentoran FC         | 2   | 9  | 0 | 2 | 7 | 9  | 22 | -13  |

|  | Champion d'Irlande |
|  | Relégation         |

## Bilan de la saison
| Tableau d'Honneur                 |                 |
| Compétition                       | Vainqueur       |
| Championnat d'Irlande de football | Belfast Celtic  |
| Coupe d'Irlande de football       | Cliftonville FC |

| Promotions et relégations |                      |
| Relégués                  | Royal Scots Regiment |
| Promus                    | Derry Celtic FC      |